# El Abadia
El Abadia là một đô thị thuộc tỉnh Aïn Defla, Algérie. Dân số thời điểm năm 2002 là 33.221 người.